# Portar (sport)

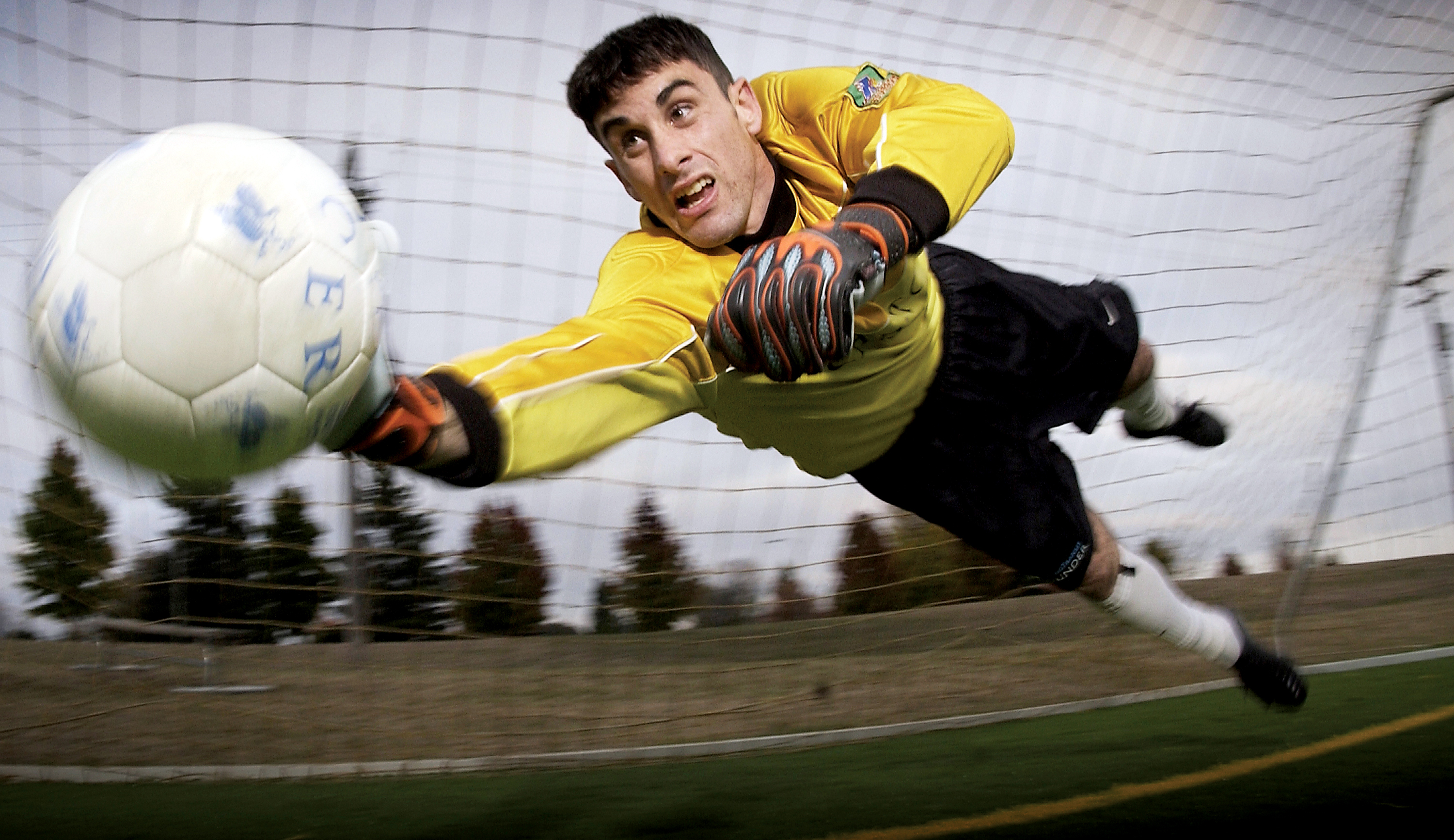
Un portar făcând o paradă în încercarea de a opri mingea

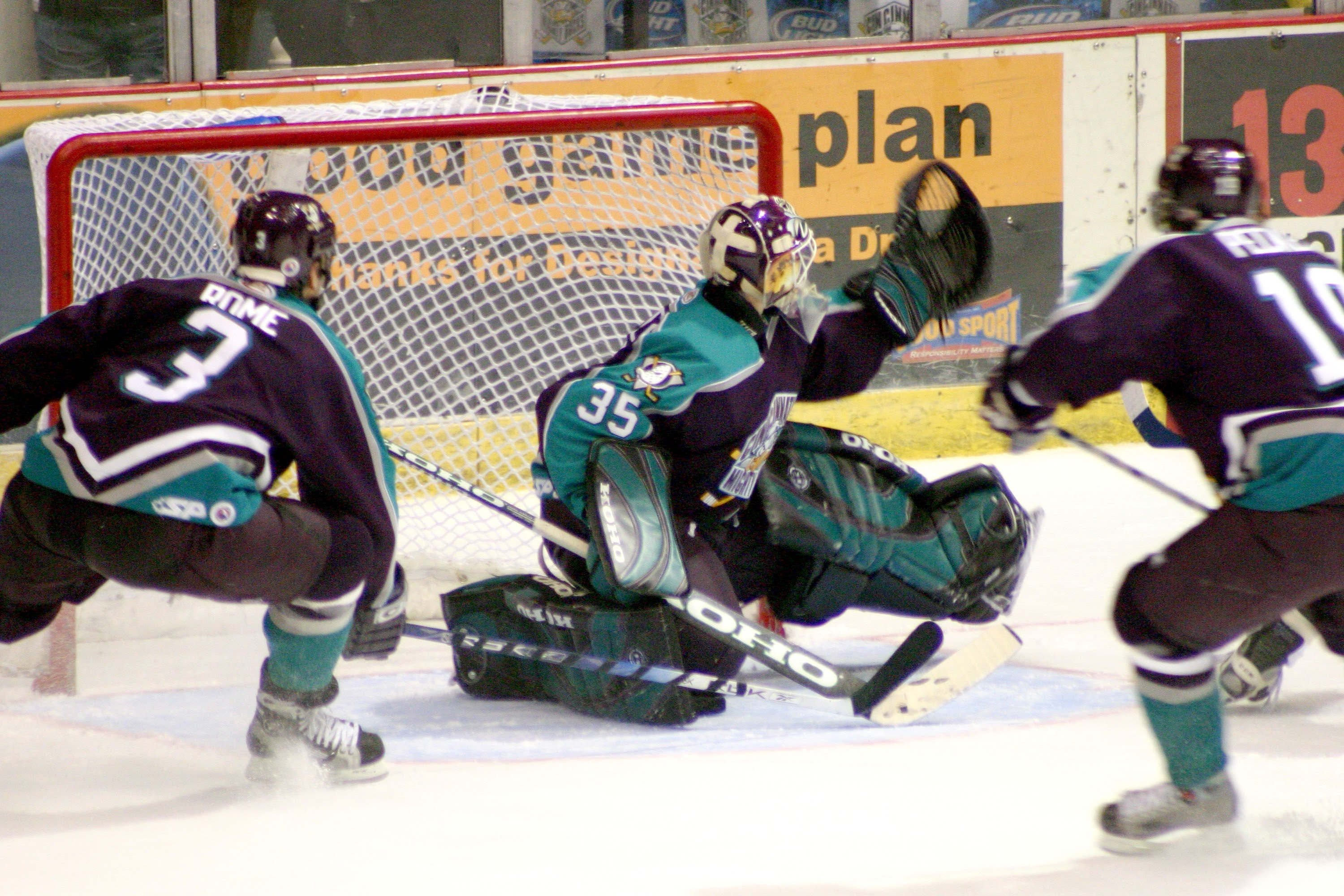
Portar de hochei

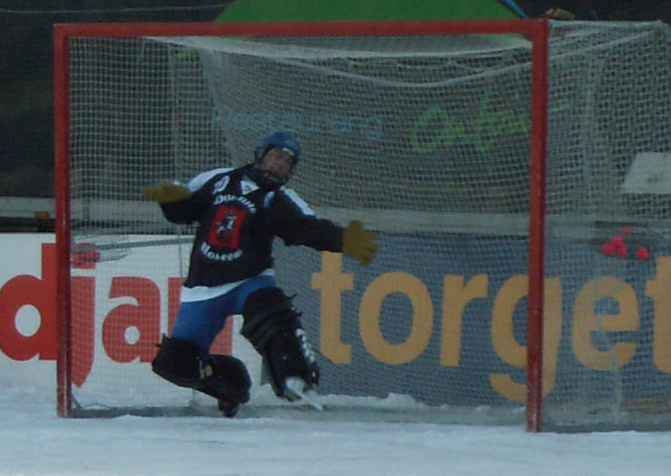
Portar de bandy

În multe sporturi de echipă portarul este un jucător desemnat special să împiedice echipa adversă să puncteze, apărând poarta. De obicei, regulamentul sporturilor cu portari prevăd anumite reguli dedicate pentru portari, iar ei dispun de un echipament puțin diferit față de ceilalți jucători.